# Fettercairn (distillerie)
Fettercairn, également connue sous le nom de Old Fettercairn, est une distillerie de whisky située dans le village de Fettercairn dans l'Aberdeenshire en Écosse.

## Histoire
La distillerie a été fondée en 1824 par Sir Alexander Ramsay et fut la seconde - après Glenlivet - à obtenir une licence officielle. Après avoir presque entièrement brûlée, elle fut reconstruite entre 1887 et 1890. Elle connut ensuite plusieurs propriétaires successifs avant d'être mise en sommeil entre 1926 et 1939, date à laquelle elle fut rachetée par National Distillers of America via leurs filiales Train & McIntyre Ltd. et Associates Scottish Distillers. Elle reprit alors de l'activité et doubla le nombre de ses alambics en 1966, passant de deux à quatre. En 1971, elle fut finalement achetée par Tomintoul-Glenlivet Distillery Co Ltd. qui fut acquis deux ans plus tard par le groupe Whyte and Mackay Ltd.

## Gamme de produits
La très grande majorité de la production de whisky de Fettercairn est destinée à des blends. Seuls 4 % sont vendus comme single malt, initialement vendu sous le nom de Old Fettercairn, avant de devenir simplement Fettercairn en 2002 à la suite d'un changement de présentation.

### Production standard
- Old Fettercairn 10 ans ;
- Fettercairn 13 ans 1980/1994 ;
- Fettercairn 14 ans 1980/1994 ;
- Fettercairn 25 ans 1970/1996.